# Mesochorus nichelinus
Mesochorus nichelinus là một loài tò vò trong họ Ichneumonidae.